# One Trip/One Noise (chanson)
Pistes de Tostaky
Alice
(4) Tostaky (le continent)
(6)
One Trip/One Noise est une chanson de Noir Désir, composée par le groupe avec des paroles énigmatiques de Bertrand Cantat, parue sur l'album Tostaky en 1992.
Rasboras Inc. (pseudonyme de Didier Bréard), des groupes Treponem Pal et Elephant System, propose une version dub-électro pour l'album de remixs éponyme qui sort le 3 novembre 1998.
Les deux versions de la chansons, studio et remixée, figurent dans la compilation En route pour la joie (2001).
One Trip/One Noise est également intégrée  dans Soyons désinvoltes, n'ayons l'air de rien en 2011. Une vidéo, enregistrée en concert aux Eurockéennes de Belfort en 2002, se trouve sur le DVD qui accompagne le format Deluxe de cette compilation.
D'autres versions live de One Trip/One Noise sont présentes sur les albums Dies irae  (1994) et Noir Désir en public (2005). L’édition anniversaire de Tostaky, sortie en 2012 à l'occasion des 20 ans de l'album, comporte également une version live enregistrée à Vandœuvre-lès-Nancy en 1993.